# Giuseppe Francesco Morozzo della Rocca
Giuseppe Francesco Morozzo, conte di Morozzo, marchese di Rocca de' Baldi e di Bianzè (Torino, 1704 – Torino, 1767), è stato un nobile italiano, riformatore dell'Università di Torino e sindaco di Torino.

## Biografia
Figlio del conte Gaspare Maria (1665-1732) e di Maria Giovanna Battista Saluzzo di Valgrana (1675-1741), laureato in legge, fu letterato e mecenate di artisti e scienziati.
Nel 1741 sposò in seconde nozze Ludovica Cristina Lucrezia Balbo Bertone, figlia di Giulio Cesare, signore di Revigliasco e conte di Sambuy.
Fu magistrato della Riforma dell'Università di Torino e sindaco di Torino.
Tra i figli, Carlo Lodovico (1743-1804) fu chimico e naturalista, mentre Giuseppe (1758-1842) fu cardinale.